# カルロ・ブルーノ
カルロ・ブルーノ（Carlo Bruno, 1935年9月14日 - 2017年）は、イタリアのピアノ奏者。
ナポリの生まれ。ヴィンツェンツォ・ヴィターレにピアノ、レナート・パローディに作曲を学ぶ。1956年にマルトゥッチ・ピアノ・コンクールで上位入賞を果たす。1967年からペーザロ音楽院のピアノ科主任教授を務め、イタリア各地の音楽院で教鞭を執った。
ローマにて死去。